# 磁気抵抗効果

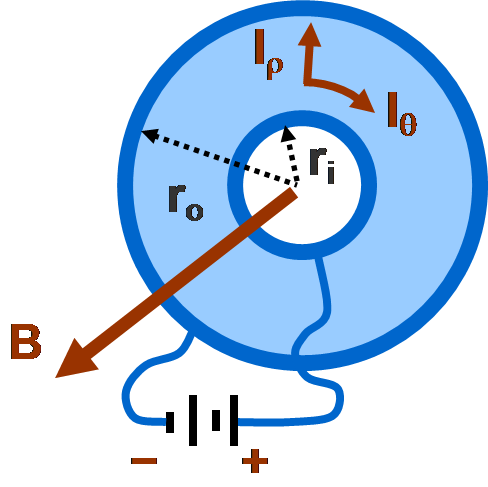
Corbino disc. With the magnetic field turned off, a radial current flows in the conducting annulus due to the battery connected between the (infinite) conductivity rims. 磁場が回転したときローレンツ力により電流が流れる。リムの内側と外側に抵抗が生じる。磁場による抵抗を磁気抵抗と呼ぶ.

磁気抵抗効果（じきていこうこうか、magnetoresistance）とは、外部磁場によって電気抵抗が変化する現象である。まぎらわしいが、磁気抵抗（magnetic resistance）とはまったく異なる現象である。
この現象は、1856年にウィリアム・トムソンによって最初に発見された。この効果によってわずか5％変化するだけだった。後に普通の磁気抵抗効果と呼ばれる。今日では巨大磁気抵抗効果やトンネル磁気抵抗効果が発見されている。